# Michael Schüßler (Theologe)
Michael Schüßler (* 19. Juni 1972) ist ein deutscher römisch-katholischer Theologe.

## Leben
Michael Schüßler studierte von 1993 bis 2000 katholische Theologie und von 1996 bis 2000 Pädagogik (NF Soziologie und Psychologie). Von 2001 bis 2012 war er Dozent an der Caritas-Fachakademie für Sozialpädagogik in Erlangen. Nach der Promotion 2006 in Praktischer Theologie in Tübingen bei Ottmar Fuchs und der Habilitation bei Rainer Bucher 2012 für Pastoraltheologie (Graz) war er von 2012 bis 2015 wissenschaftlicher Assistent am Lehrstuhl für Praktische Theologie Tübingen. 2015 wurde er auf den Lehrstuhl für Praktische Theologie an der Katholisch-Theologischen Fakultät Tübingen berufen. Von 2018 bis 2020 war Schüßler Dekan der Katholisch-Theologischen Fakultät der Universität Tübingen.

## Publikationen (Auswahl)
- Selig die Straßenkinder. Perspektiven systemtheoretischer Sozialpastoral, Ostfildern 2006.
- Mit Gott neu beginnen. Die Zeitdimension von Theologie und Pastoral in ereignisbasierter Gesellschaft, Stuttgart 2013 (Praktische Theologie heute, Bd. 134).
- mit Tobias Kläden: Zu schnell für Gott? Theologische Kontroversen zu Beschleunigung und Resonanz (Quaestio disputatae 286), Freiburg im Breisgau 2017.
- mit Christian Bauer (Hg.): Pastorales Lehramt? Spielräume einer Theologie familialer Lebensformen, Ostfildern 2015.
- mit Teresa Schweighofer: Kirche als Netzwerk pastoraler Orte und Ereignisse. Empirische Erkundungen und theologische Perspektiven, Grünewald 2021.